# Boal (Asturien)
Boal (asturisch Bual) ist eine Gemeinde in der autonomen Gemeinschaft Asturien im Norden Spaniens.

## Lage
Im Norden ist die Gemeinde begrenzt von El Franco und Coaña, im Süden von Illano, im Westen von Castropol und im Osten von Villayón.

## Geschichte
In der Höhle Cova del Demo (Cueva del Demonio en castellano) wurden Funde aus der Bronzezeit entdeckt, die auf 1500 bis 1100 v. Chr. datiert worden sind. Ein Beleg für die lange Besiedlung der gesamten Region.
Dolmen und Hügelgräber in den Dörfern Llaviada, Penouta (2004 von Grabräubern beschädigt) und Los Mazos sind weitere Zeugnisse dieser frühen Kulturen.
Münz- und Keramikfunde in Vega de Ouria belegen eine weitere Besiedelung und die weiträumigen Handelsbeziehungen auch während der Besetzung durch die Römer.
Im Mittelalter spielte die Region zwischen den Flüssen Rio Navia und Rio Eo eine untergeordnete Rolle. Felipe II. stiftete im Jahre 1584 die größte Kirche der Region.
Während der napoleonischen Kriege wurde die Region erstmals als Gemeinde Boal festgelegt.

## Geologie

### Grund und Boden
Die überwiegend aus Kalk- und Sandstein bestehenden Bergzüge mit dem Pico de la Bobia (1201 msnm) als höchste Erhebung bergen reiche Vorkommen an Wolfram, das teilweise sogar im Tagebau abgebaut wird.

### Gewässer
Die Gemeinde liegt am Mittellauf des Navia. Mehrere kleine Bachläufe und Zuflüsse sorgen für eine ausreichende Bewässerung der Region.

## Wirtschaft
Nach wie vor ist die Region geprägt von der Viehwirtschaft, überwiegend werden hier Rind- und Schafhaltung betrieben, mit den damit verbundenen Betrieben wie Käserei und Lederproduktion und -verarbeitung. Bekannt ist die Region für den hier produzierten Honig, wovon die Jahresproduktion immerhin 20 Tonnen beträgt.
Der Abbau von Wolfram ist zwar eine wichtige Einnahmequelle, beschäftigt aber nur wenige Menschen. Der Mittelstand ist überwiegend im Bau- und Handelsgewerbe zu finden.
Hauptarbeitgeber sind die mittelständischen Produktions- und Transportunternehmen im nahegelegenen Castropol.
| TOTAL | 522 | 100   |
| Ackerbau, Viehzucht und Fischerei                                                                              | 139 | 26,63 |
| Industrie | 22  | 4,21  |
| Bauwirtschaft                                                                                                  | 33  | 6,32  |
| Dienstleistungsbetriebe                                                                                        | 328 | 62,84 |
| * Daten aus dem Statistischen Amt für Wirtschaftliche Entwicklung in Asturien, Stand 2009 (PDF; 109 kB), SADEI |     |       |

## Politik
Der 2011 auf 9 Sitze verkleinerte Gemeinderat wird alle 4 Jahre gewählt und ist wie folgt unterteilt:
| Sitzverteilung im Gemeinderat von Boal |      |      |      |      |      |      |      |      |      |      |
| Partei                                 | 1979 | 1983 | 1987 | 1991 | 1995 | 1999 | 2003 | 2007 | 2011 | 2015 |
| PSOE                                   | 3    | 5    | 6    | 5    | 4    | 6    | 5    | 5    | 4    | 6    |
| CD / AP / PP                           | 0    | 4    | 3    | 4    | 5    | 4    | 4    | 4    | 2    | 2    |
| FAC                                    |      |      |      |      |      |      |      |      | 2    |      |
| PCE / IU-BA                            | 2    | 1    | 1    | 1    | 2    | 1    | 2    | 2    | 1    | 1    |
| UCD / CDS                              | 6    | 1    | 1    | 1    |      |      |      |      |      |      |
| Total                                  | 11   | 11   | 11   | 11   | 11   | 11   | 11   | 11   | 9    | 9    |

## Sehenswürdigkeiten
- Palacio de Miranda in Prelo aus dem 15. Jahrhundert
- Palacio de Berdín in Doiras aus dem 18. Jahrhundert
- (Kirche) La iglesia de Santiago de Boal, erbaut 1831–1837
- Museo del Chao Samartín

## Feste und Feiern
- 15. Mai la romería de la ermita in San Isidro.
- 13. – 14. Juni fiestas de San Antonio de Armal.
- 24. – 26. Juli las fiestas de Santiago en Boal.
- 25. August las fiestas de San Luis.

## Parroquias
Die Gemeinde Boal ist in sieben Parroquias unterteilt:
- Boal (Bual) – 1162 Einwohner
- Castrillón (Castriyón) – 250 Einwohner
- Doiras – 178 Einwohner
- Lebredo (Llebredo) – 18 Einwohner
- La Ronda (A Ronda) – 87 Einwohner
- Rozadas – 214 Einwohner
- Serandinas (Serandías) – 271 Einwohner

### Eingemeindete Dörfer
- Boal: 597 Einwohner
- Armal: 186 Einwohner
- Miñagón: 122 Einwohner
- Doiras: 115 Einwohner
- Rozadas: 91 Einwohner
- Prelo: 81 Einwohner
- Serandinas: 80 Einwohner
- Los Mazos: 64 Einwohner
- Castrillón: 61 Einwohner
- Trevé: 53 Einwohner
- Sampol: 52 Einwohner
- Villanueva: 50 Einwohner

## Söhne und Töchter der Stadt
- Bernardo Acevedo y Huelves – Schriftsteller.
- Carlos Bousoño – Dichter und Literaturkritiker.